# Monumento a Juan Pablo II
L'escultura urbana coneguda pel nom Monumento a Juan Pablo II, ubicada a la plaça Juan Pablo II, a la ciutat d'Oviedo, Principat d'Astúries, Espanya, és una de les més d'un centenar que adornen els carrers de l'esmentada ciutat espanyola.
El paisatge urbà d'aquesta ciutat, es veu adornat per obres escultòriques, generalment monuments commemoratius dedicats a personatges d'especial rellevància en un primer moment, i més purament artístiques des de finals del segle xx.
L'escultura, feta de bronze marí, és obra de Vicente Menéndez Santarúa, i està datada 2006.
Es tracta d'una figura hiperrealista, situada a la cantonada més allunyada del carrer Quevedo, estant orientada cap a la torre de la Catedral d'Oviedo, representant Joan Pau II com un caminant, fent referència al passeig que durant la seva visita a Astúries va realitzar pels Pics d'Europa, paisatge que es representa a l'escultura per les llambordes del paviment. L'obra recull la vitalitat del pontífex, que en l'obra porta un pal a manera de bàcul, record del regal realitzat per un pastor a Karol Wojtyla durant la seva visita al parc natural asturià.